# Neduba sierranus
Neduba sierranus är en insektsart som först beskrevs av Rehn, J.A.G. och Morgan Hebard 1911.  Neduba sierranus ingår i släktet Neduba och familjen vårtbitare. Inga underarter finns listade i Catalogue of Life.